# 南山見村
南山見村（みなみやまみむら）は、かつて富山県東礪波郡にあった村。

## 沿革
- 1889年（明治22年）4月1日 - 町村制の施行により、礪波郡川原崎村、西院瀬見村、東城寺村、清玄寺村、連代寺村、志観寺村、谷村、戸板村、五領村、今里村、沖村及び北市村の区域の一部の区域をもって、礪波郡南山見村が発足する。
- 1896年（明治29年）3月29日 - 郡制の施行のため、礪波郡が分割して、東礪波郡が発足により、東礪波郡に所属となる。
- 1951年（昭和26年）4月1日 - 東礪波郡井波町に編入する。